# Aeropuertos Argentina 2000
A Aeropuertos Argentina 2000 S.A.  é uma empresa privada argentina  responsável pela administração dos principais aeroportos do país. A empresa administra 33 aeroportos na América do Sul. Contudo a empresa ainda não tomou o controle do Aeroporto Internacional de Jujuy apesar de está registrado no contrato de concessão .

## Composição Societária
- 89%  - Grupo Corporación América, de Eduardo Eurnekián
- 10% - SEA
- 1% - RIVA

## Aeroportos administrados pela Aeropuertos Argentina 2000 S.A

### Cidade Autónoma de Buenos Aires
- Aeroparque Jorge Newbery

### Província de Buenos Aires
- Aeroporto Internacional Ministro Pistarini
- Aeroporto de San Fernando
- Aeroporto Internacional Astor Piazolla

### Província de Catamarca
- Aeroporto Coronel Felipe Varela

### Província de Chaco
- Aeroporto Internacional de Resistencia

### Província de Chubut
- Aeroporto Internacional de Comodoro Rivadávia
- Aeropuerto de Esquel
- Aeroporto de Puerto Madryn

### Província de Córdoba
- Aeroporto Internacional de Córdoba
- Aeroporto de Río Cuarto

### Província de Entre Ríos
- Aeroporto General Justo José de Urquiza

### Província de Formosa
- Aeroporto Internacional de Formosa

### Província de La Pampa
- Aeropuerto de General Pico
- Aeroporto de Santa Rosa

### Província de La Rioja
- Aeropuerto de La Rioja

### Província de Mendoza
- Aeroporto Internacional Comodoro Ricardo Salomón
- Aeroporto Internacional Gobernador Francisco Gabrielli
- Aeroporto Internacional de San Rafael

### Província de Misiones
- Aeroporto Internacional Cataratas del Iguazú
- Aeroporto Internacional de Posadas

### Província de Río Negro
- Aeroporto Internacional Teniente Luis Candelaria
- Aeroporto Gobernador Edgardo Castello

### Província de Salta
- Aeroporto Internacional de Salta

### Província de San Juan
- Aeroporto Domingo Faustino Sarmiento

### Província de San Luis
- Aeroporto de San Luis
- Aeroporto de Villa Reynolds

### Província de Santa Cruz
- Aeroporto Internacional Piloto Civil Norberto Fernández

### Província de Santa Fe
- Aeroporto de Reconquista

### Província de Santiago del Estero
- Aeroporto de Santiago del Estero

### Província de Tierra del Fuego, Antártida e Islas del Atlántico Sur
- Aeroporto Internacional de Río Grande

### Provínicia de Tucumán
- Aeroporto Internacional de Tucumán